# La viuda de la mafia
La viuda de la mafia é uma telenovela colombiana, produzida e exibida pela RCN Televisión. Exibida originalmente entre 3 de novembro de 2004 a 20 de dezembro de 2005, foi protagonizada por Carolina Gómez e Abel Rodríguez.

## Elenco
| Ator/Atriz          | Personagem                     |
| ------------------- | ------------------------------ |
| Carolina Gómez      | Diana Martin de Montes         |
| Abel Rodríguez      | Camilo Pulido/ Frank Garcia    |
| Patrick Delmas      | Aníbal Montes                  |
| Katherine Porto     | Ximena Ramírez                 |
| Nicolás Montero     | Carlos Alberto "Cabeto" Montes |
| Luís Eduardo Arango | Lizandro Ramírez               |
| Ernesto Benjumea    | Humberto "Lamberto"            |
| Constanza Duque     | Dora de Martin                 |
| Margalida Castro    | Inés de Montes                 |
| Andrea Montenegro   | Clara María "Clarabella" López |
| Cecilia Navia       | Aurora Pulido vd. de Mesa      |
| Sebastián Martínez  | Elkin Montes                   |
| Lucas Velázquez     | Samuel Martin                  |
| Andreah Patapi      | Viveka Martin                  |
| Johanna Bahamón     | Karen Frías                    |
| Ricardo Vélez       | Octavio"El Capi"Montes         |
| Santiago Alarcón    | Osvaldo                        |
| Giovanny Álvarez    | Albeiro Malaber                |
| Luís Miguel Estela  |                                |
| Juan Pablo Franco   | Alvaro Mesa                    |
| Juan Manuel Gallego | Verner                         |
| Catalina Gómez      | Maria Luisa Bernal             |
| Alejandra Pinzón    | Jenni Paola "Yeni" de Cruz     |
| Carolina Sepúlveda  | Maria                          |
| Carlos Serrato      | Abel Cruz                      |